# Якорь Холла

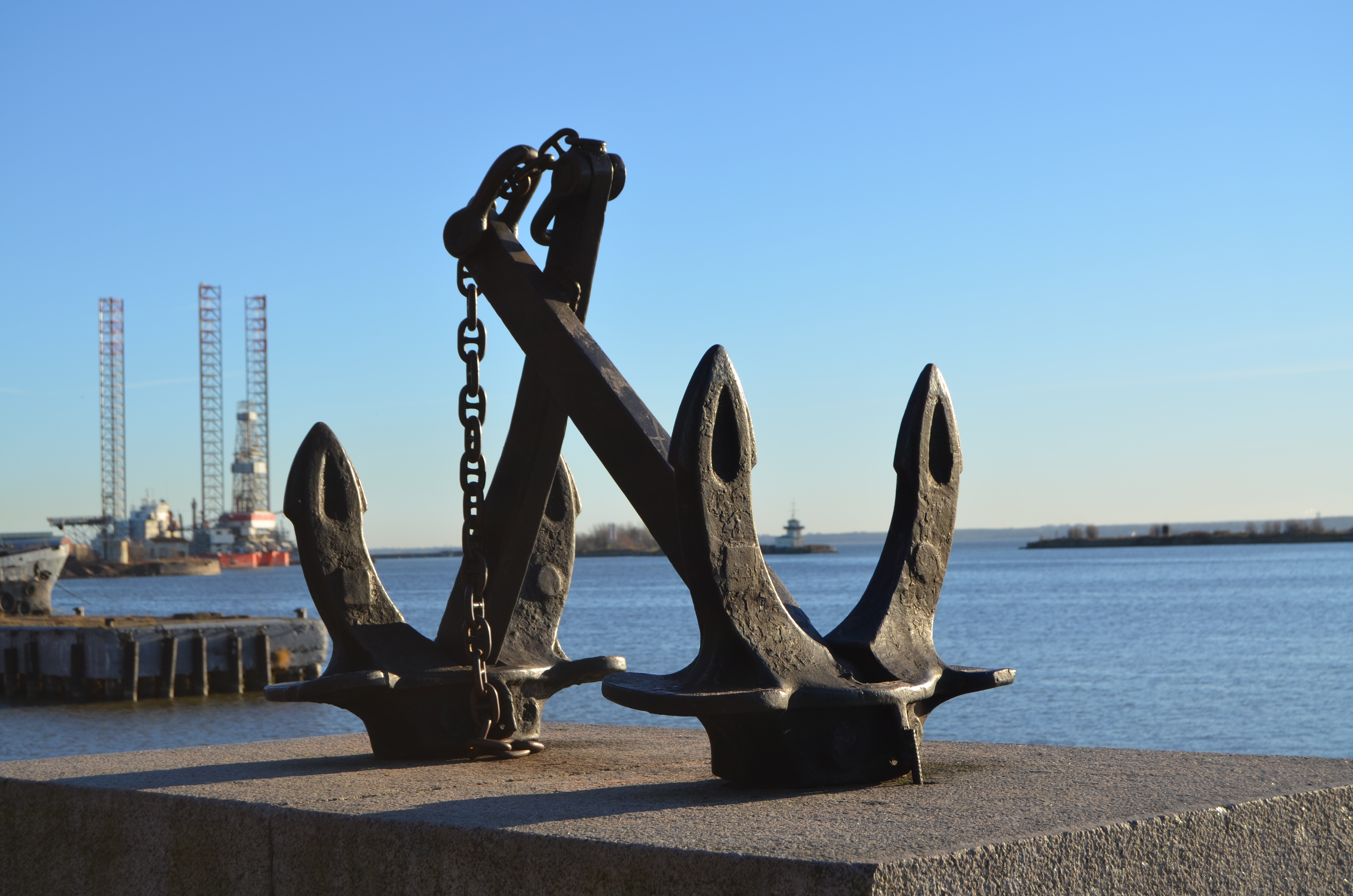
Якоря Холла в Кронштадте

Якорь Холла (англ. Hall anchor) — один из главных в XIX и XX веках типов якорей с качающимися лапами. Созданный во второй половине XIX века, якорь оказал сильное влияние на дальнейший прогресс в этой области. В ряде флотов считался стандартным, в частности, в СССР и России на него существует ГОСТ 761-74. С начала XX века якорь Холла, в силу ряда недостатков, вытесняется, как устаревший, более совершенными конструкциями.

## Изобретение

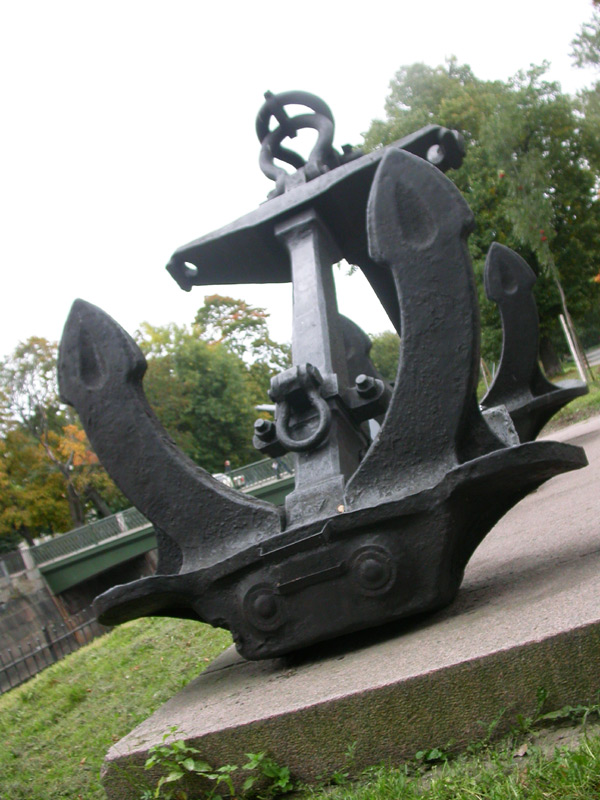
Первоначальная версия якоря Холла со штоком

Изобретён в 1885 году англичанином Холлом, управляющим фирмы «Уильям Джессон и сыновья» в Шеффилде, бывшим капитаном. В 1890 году на Портсмутском рейде Британское Адмиралтейство испытывало пятнадцать различных якорей равной массы при одинаковых условиях и якорь Холла занял первое место по быстроте забирания грунта, но по величине держащей силы он уступал якорю Инглефильда. После того как изобретатель удалил из конструкции шток, сделав якорь втяжным, его конструкция получила широчайшее распространение. Изначально якорь втяжным не был.

## Конструкция

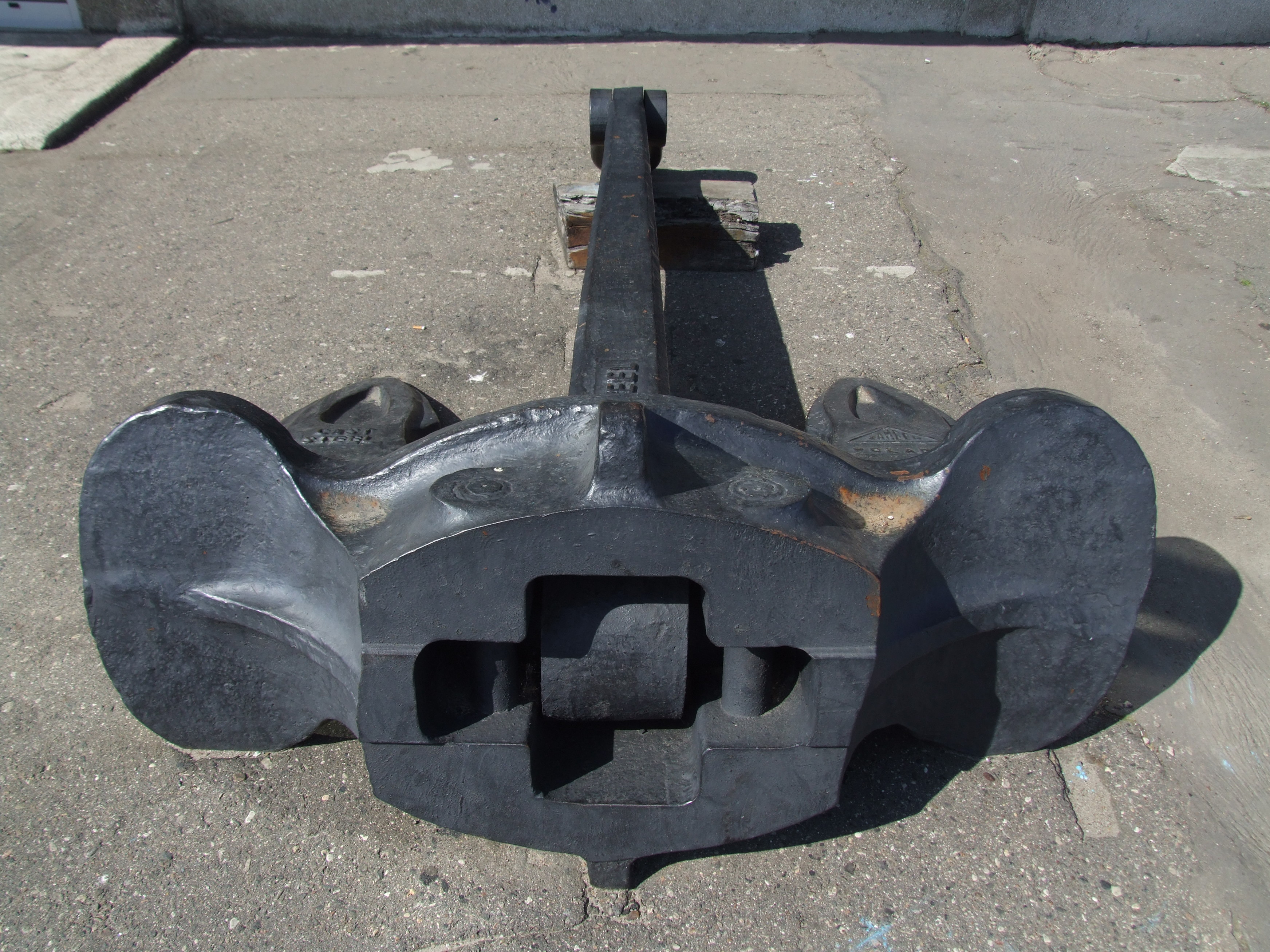
Вид на коробку якоря снизу, видны запорные болты

Якорь с плоскими лапами, поворачивающимися на оси. Основных деталей всего две: веретено и коробка с лапами. Ранние варианты имели ещё и шток в виде пластины у рыма. Веретено снизу имеет выступы, образующие ось, или, как вариант, через отверстие в веретене вставлен поперечный штифт. При сборке веретено продевается сквозь коробку, затем в коробку вставляются два болта, запирающие веретено. Коробка качается на выступах (поперечной оси) веретена. Угол отклонения лап в 45° ограничен пазом в коробке. Все движущиеся части имеют большие зазоры и, как и запорные болты, доступны к осмотру без разборки якоря. К тонкому четырёхгранному концу веретена при помощи болта присоединяется скоба якоря.
Приливы на лапах и коробке служат для того, чтобы заставить их повернуться и углубиться в грунт. Для увеличения держащей силы лап приливы их снабжены лопатообразными утолщениями.

Стандартные якоря Холла изготавливают с литой коробкой. По разным источникам, масса якорей бывает от примерно 100 килограммов до немногим менее 10 тонн. Для якорей малой массы (катерных, лодочных) конструкция неэффективна. Даже 200-килограммовый якорь, относительно своей массы, существенно менее эффективен, чем якорь в 2 тонны. Как пример, Лев Скрягин приводит случай с проектированием судна на подводных крыльях «Спутник», когда отказ от консервативного якорного устройства в пользу хороших современных на то время (конец 1950-х годов) якорей и якорных тросов позволил снизить массу пригодного якоря и его цепи в 10 раз, с более чем двух тонн до пары сотен килограммов.

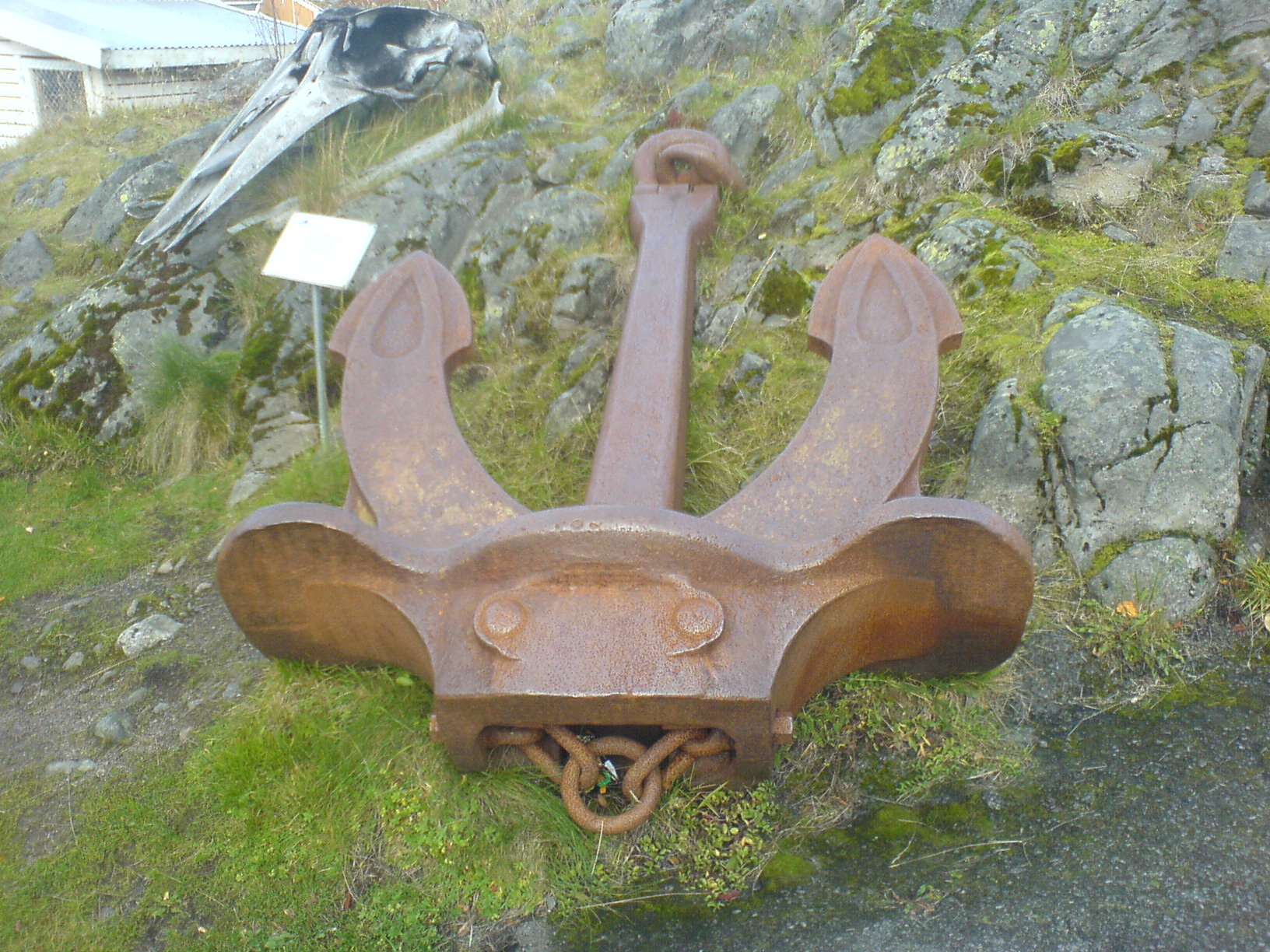
Якорь Холла плашмя

## Принцип
Якорь действует следующим образом: упав на дно, он ложится плашмя; когда якорная цепь протянет его, нижний прилив лап цепляется за грунт, заставляя лапы повернуться и забрать грунт лопатками. Чтобы якорь надёжно сработал, его необходимо отдавать с ходу и вытравить необходимое количество якорной цепи.

## Технология
В своё время якорь произвёл технологическую революцию. Его конструкция позволяет, не жертвуя прочностью, заменить дорогую поковку из качественного сортового железа более простым, технологичным и дешёвым чугунным или стальным литьём с минимумом механической обработки. Сильное снижение себестоимости и приспособленность конструкции к массовому производству способствовала его успеху. Именно технологический прорыв сделал этот якорь важной вехой в истории якорей. Сам якорь быстро устарел и был вытеснен новыми, существенно лучшими якорями, использовавшими, однако, сходные конструктивные и технологические приёмы.

## Недостатки

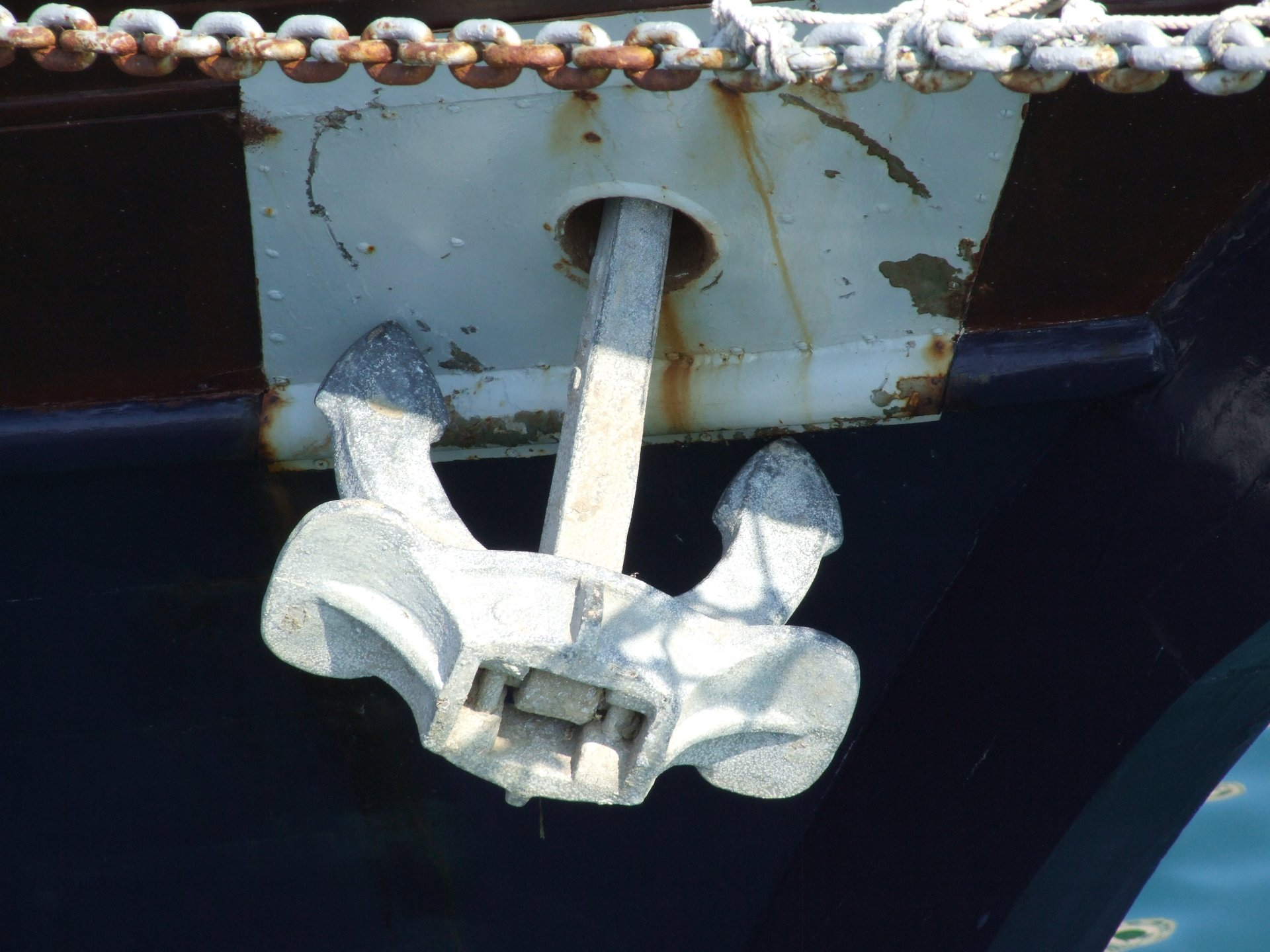
Несовершенство холловского втяжного якоря

Кроме несомненных достоинств (например, скорости срабатывания), якорь обладает и множеством обусловленных конструкцией недостатков, которые выявились со временем:
- Отношение держащей силы к весу якоря — порядка 4:1. Это существенно меньше, чем у классического адмиралтейского якоря и очень многих конкурирующих конструкций. Таким образом, требуемый судну якорь оказывается существенно тяжелее, чем мог бы быть при иной конструкции, а якорное устройство в целом — больше, тяжелее и дороже. С ростом тоннажа судов этот недостаток превращается в проблему, так как масса требуемого якоря вырастает выше разумного предела. На судах-гигантах вроде супертанкеров или атомных авианосцев этот якорь вообще неприменим. По той же причине, и, вдобавок, из-за существенного падения эффективности с уменьшением веса, якорь плохо подходит там, где желательны лёгкие, но хорошо держащие якоря: на скоростных судах, гидросамолётах, земснарядах, подводных лодках, для спасательных работ, для верпования, на катерах или яхтах и т. п.[1]
- Из-за очень широкого расположения тупых и плоских лап якорь может повернуться и вырваться, когда одна лапа оказывается в плотном грунте, а вторая в слабом. При дальнейшем развитии втяжных якорей было доказано, что лапы нужно сближать, делать их острее и длиннее. И нет никакого смысла в стрелковидных оконечностях лап, равно как и в лунках на их плоскостях (см. якоря Хейна и Дэнфорта).
- На ряде грунтов якорь держит не за счёт заглубления лап, а за счёт нагребаемого им бугра грунта. При сильной тяге рывками, например, на большом волнении открытого рейда, якорь время от времени переползает через этот бугор и забирает снова. На момент создания якоря считалось, что чем больше якорь нагребает, тем лучше. В дальнейшем было доказано, что такой бугор снижает надёжность работы якоря, и лучше давать якорю уходить глубже в грунт.
- Из-за широкой «коробки» с большими плоскими приливами якорь заглубляется не более чем на длину лап, что сильно ограничивает его держащую силу. Применение разного рода плоских приливов было технической модой на момент создания якоря. Однако в дальнейшем было доказано, что лучше делать коробку якоря более обтекаемой со стороны лап, что позволяет якорю работать в более плотных, глубоких слоях грунта.
- Веретено имеет ход только в одной плоскости, при тяге вбок даже на небольшой угол весь якорь смещается в грунте. Опыт показал, что шаровой шарнир тут может быть лучше.
- Неудачное, высокое расположение центра масс «коробки» часто не даёт лапам самостоятельно занять нужное положение при втягивании в клюз, якорь может «козлить» — упираться лапами в борт. Для правильного положения лап нужно снова опускать и поднимать якорь или пытаться повернуть лапы тросом. На некоторых судах ниже клюза сделан направляющий выступ,[источник не указан 2885 дней] который обеспечивает переворот якоря в правильное положение.
- Сам якорь не плоский, у него большие выступы во все стороны. Якорь по ГОСТ 761-74 имеет сбоку выступающие приливы для крепления давно вышедшего из массового употребления буйрепа. Из-за формы лап и приливов может потребоваться особая, громоздкая и неизящная клюз-ниша.
- Очень длинное и квадратное в сечении веретено способно сильно повредить губу клюза.

## Якорь Холла и новые конструкции

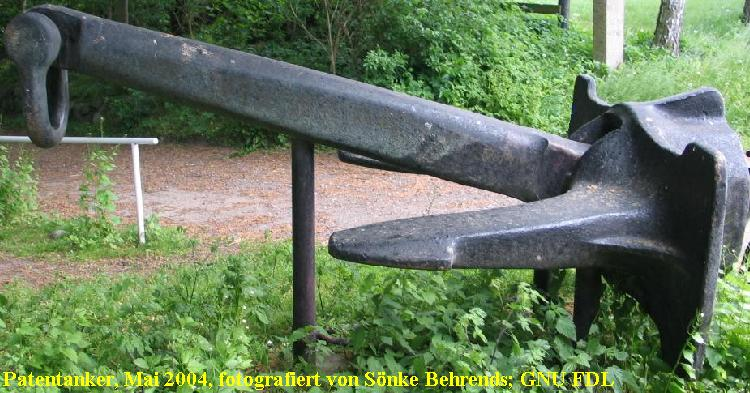
Поздняя германская версия: веретену и лапам придана рациональная форма, уменьшены приливы коробки

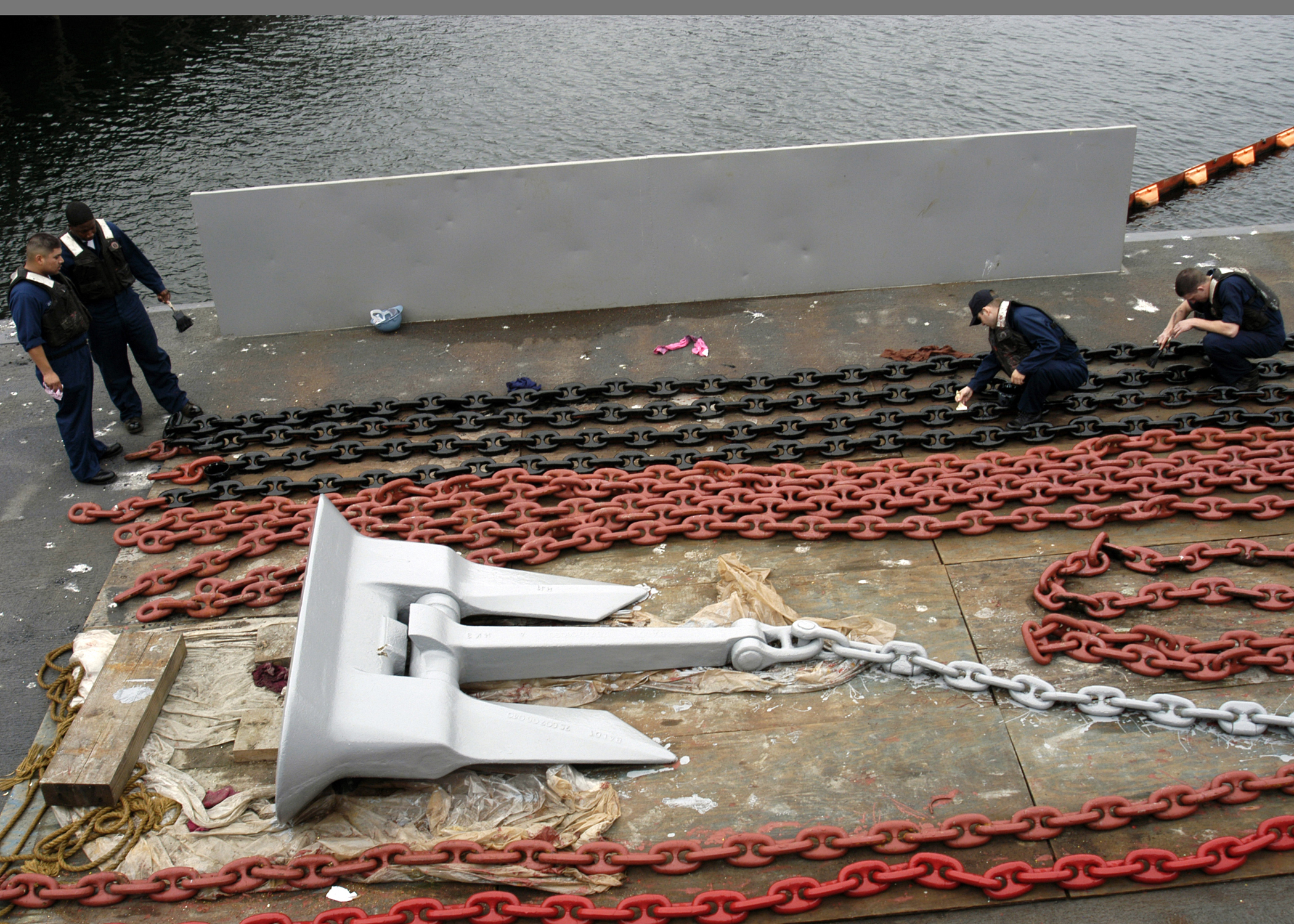
Якорь фрегата USS Ford типа «Оливер Хазард Перри»

Конструкция, будучи прогрессивной для своего времени, активно копировалась производителями разных стран. Производители часто совершенствовали конструкцию, пытаясь исправить наиболее вопиющие изъяны. Якорь выпускался в Германии под марками «Грюзон», «Юнион», в Японии как «Осима», в других странах как «Паоли», FMA, «Лейден» и т. д. Хотя устройство холловского якоря (веретено с шарниром, продетое в литую коробку с лапами) остаётся классическим, сама конструкция более чем за сто лет сильно устарела. Мнение об этом якоре, как об идеальном, в XX веке подвергается серьёзным сомнениям.
Якорь, будучи одним из первых в своем роде, вскоре после своего создания породил множество усовершенствованных и новых конструкций (шпек-анкер, якорь Байерса, «Юнион» и др.) с большей держащей силой, более надёжных на разных грунтах, несравнимо более удобных для втягивания в клюз. В новых конструкциях существенно изменялись форма лап и приливов на коробке, размеры и форма веретена, улучшался баланс. Изменялся способ фиксации веретена в коробке, для увеличения прочности иначе ставились стопорные болты, вводились вкладыши и цапфы. Простая ось иногда заменялась шаровым шарниром. Иногда коробку стали выполнять сварной из стального листа.
Всё это позволило достичь гораздо лучших результатов при сопоставимых или даже меньших затратах материалов и труда. В частности, удалось повысить отношение держащей силы к массе у втяжных якорей до 10:1 и более. Поэтому использование классического холловского якоря весьма сомнительно для новых судов, тем более большого или, напротив, малого тоннажа, судов пассажирских или маломерных. Во многих европейских странах и США якорь Холла уже не является стандартным (если вообще был таковым) и представляет только исторический интерес. В самой Великобритании якорь перестали массово применять на судах новой постройки уже с конца XIX — начала XX века. В 1973 году в официальных учебниках и руководствах по морской практике (кроме СССР) якорь Холла, как самостоятельная конструкция, даже не упоминается. В СССР использование старого бесштокового холловского якоря, по неясным причинам, сильно и неоправданно затянулось. Уже по состоянию на 1950-е годы улучшенные варианты и альтернативные конструкции, в том числе и советские (например, якорь Матросова) далеко превзошли своими качествами данный образец. За якорями типа холловских сохраняется только пара преимуществ: скорость срабатывания, что хорошо на стеснённых рейдах, и массивность, что позволяет удержать судно там, где якорь с цепью работают лишь как груз: на очень жидком иле или на каменной плите.

## Интересные факты

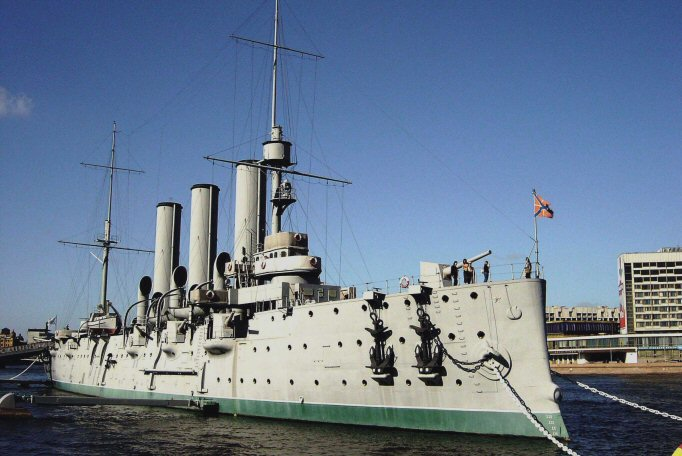

- Крейсер «Аврора» — самый первый корабль Императорского флота, оснащенный якорями Холла. Это холловские якоря первоначального образца, не втяжные, а со штоком, поэтому они хранятся у бортов. Такими якорями предполагали оснастить все крейсера типа «Диана», но новинка была поставлена только на «Аврору», так как производство таких якорей только налаживалось. Остальные корабли серии оснастили якорями старого образца — якорями Мартина.[4] Подлинные якоря не сохранились, при ремонте в 1920х годах были использованы якоря с потопленного крейсера «Олег».[5]